# Анджей Одровонж
Анджей (Єнджей, Андрі́й) Одрово́нж зі Спрови (пол. Andrzej Odrowąż; помер 1 травня 1465 року) — польський шляхтич гербу Одровонж, військовик та урядник в українських землях Королівства Польського.

## Біографія
Син Петра Одровонжа (або брат), брат Яна Одровонжа. Після несподіваної смерті батька став власником значних володінь Самбірського, Львівського, Жидачівського повітів, на Поділлі.
1451 року приймав у Самборі тітку короля Казимира Марію — вдову молдавського господаря Іллі, за дорученням короля став її опікуном. 1453 року приймав під Хотином присягу від молодшого сина Марії Петру. Взамін Хотина віддав їм Серет, Вільховець. 1455 року за дорученням короля в Києві зміг піймати хана Сід Ахмеда, налаштувати проти монголів міщан Києва, які вибили з міста їх залогу.
1456 року польський король Казимир IV Ягеллончик дозволив А. Одровонжу викупити Рів (нині Бар Вінницької області) і Ялтушків (нині село Барського району Вінницької області) разом з іншими селами у спадкоємців Стоґнева Рея із Шумська . 26 червня 1456 р., Сучава — посол, делегований Казімежом IV Яґеллончиком; склав присягу на вірність королю господаря Молдавії Петру ІІІ Арона. У 1457 році дістав дозвіл короля на збільшення власного фундушу вівтаря святої Марії в парафіяльному костелі Самбора.
1458 року король Казимир IV Яґеллончик, за проханням А. Одровонжа, надав мешканцям міста Зінькова магдебурзьке право .
Запросив до Львова двох перших ченців-бернардинів. За сприянням А. Одровонжа 1460 р. у Львові було закладено монастир бернардинців (виділено земельну ділянку біля Галицької брами, споруджено невеликий дерев'яний монастир з каплицею Св. Андрія. 1464 р. після чуми (вижив 1 з 5 монахів) міщани спалили дерев'яний монастир з каплицею; 1465 р. фундатор виділив кошти на спорудження значно більших дерев'яних костелу та монастиря.
Намагався не надавати права міщан грекам, які осідали у Львові після падіння Константинополя. Грецьку громаду міста хотів підпорядкувати собі. 1464 року був висланий до Теодорика Бучацького для викупу від нього Кам'янця, зміцнення міста та замку через очікуваний напад турків.
Сприяв поселенню колоністів в маєтках Самбірщини, заснував села, зокрема, пол. Tarcinowice. Вів активно господарську діяльність, позичав кошти в греків, вірменів, євреїв Львова (1456 року — 100 гривень в райців). 1464 року отримав заставу на містах Жидачів, Долина в 1000 угорських флоринів.
Помер 1 травня 1465 року. Був похований під вівтарем костелу св. Андрія Львова, або в мурах кляштору в Могилі.

### Посади
Староста львівський (тобто тоді генеральний руський), отримав перед 6.10.1450 року, воєвода руський (1451–1465 роки, отримав після спротиву малопольської шляхти перед 14 травня 1451), подільський в 1456 році. Староста львівський (генеральний руський).
Михайло Грушевський у п'ятому тому «Історії України-Руси» писав :
| Найважніше староство в руських землях Корони — Львівське, разом з Жидачівським, Самбірським й іншими менш важними державами, було заставлене Одровонжам. Андрій Одровонж, володіючи ними і будучи заразом воєводою руським, господарив тут так всевладно, що викликав загальне обурення серед місцевої шляхти і львівського міщанства. Коли він помер (1465 р.), його спадкоємець брат Ян — воєвода подільський, пізніше руський - дістав, як оповідає з живих чуток історик Ян Длуґош, триста позовів за різні надужиття й шкоди його брата (до нас з того не дійшло нічого — акти львівського ґроду з того часу видерті). З кінцем 1464 р., ще за життя воєводи, шляхта Львівської землі з міщанами м. Львова уклали конфедерацію, аби спільними силами звільнитися від «довголітніх кривд, утисків і шкід» неназваних по імені ворогів: розуміли воєводу і старосту Одровонжа… Рішено було зібрати гроші на викуп заставленого Одровонжу Львівського староства. Смерть А. Одровонжа полегшила справу. Коли весною 1465 р. король прибув на сеймик до Львова, шляхта, зібравшись під проводом місцевих біскупів і магнатів, занесла йому громадну скаргу і, щоб уможливити відібрання від Одровонжів заставлених староств, дійсно сама наложила на себе — на всю землю Львівську (Длугош каже — також на Галицьку, Белзьку й Подільську) добровільну контрибуцію (річ дуже рідка у шляхти, що взагалі не любила лазити до своєї кишені на публічні цілі). З кожного лану мали дати по 12 гривень, від кожного господарства по волу; зібрані воли були продані, і так зібрано 20 тис. — суму, в якій заставлені були ті староства Одровонжам, і викуплено їх від них. |